# Bracquetuit
Bracquetuit es una comuna francesa situada en el departamento de Sena Marítimo, en la región de Normandía.

## Demografía
| 323 | 282 | 248 | 256 | 298 | 304 | 333 |
| Para los censos de 1962 a 1999 la población legal corresponde a la población sin duplicidades (Fuente: INSEE [Consultar]) |     |     |     |     |     |     |